# 캐서린 저스티스

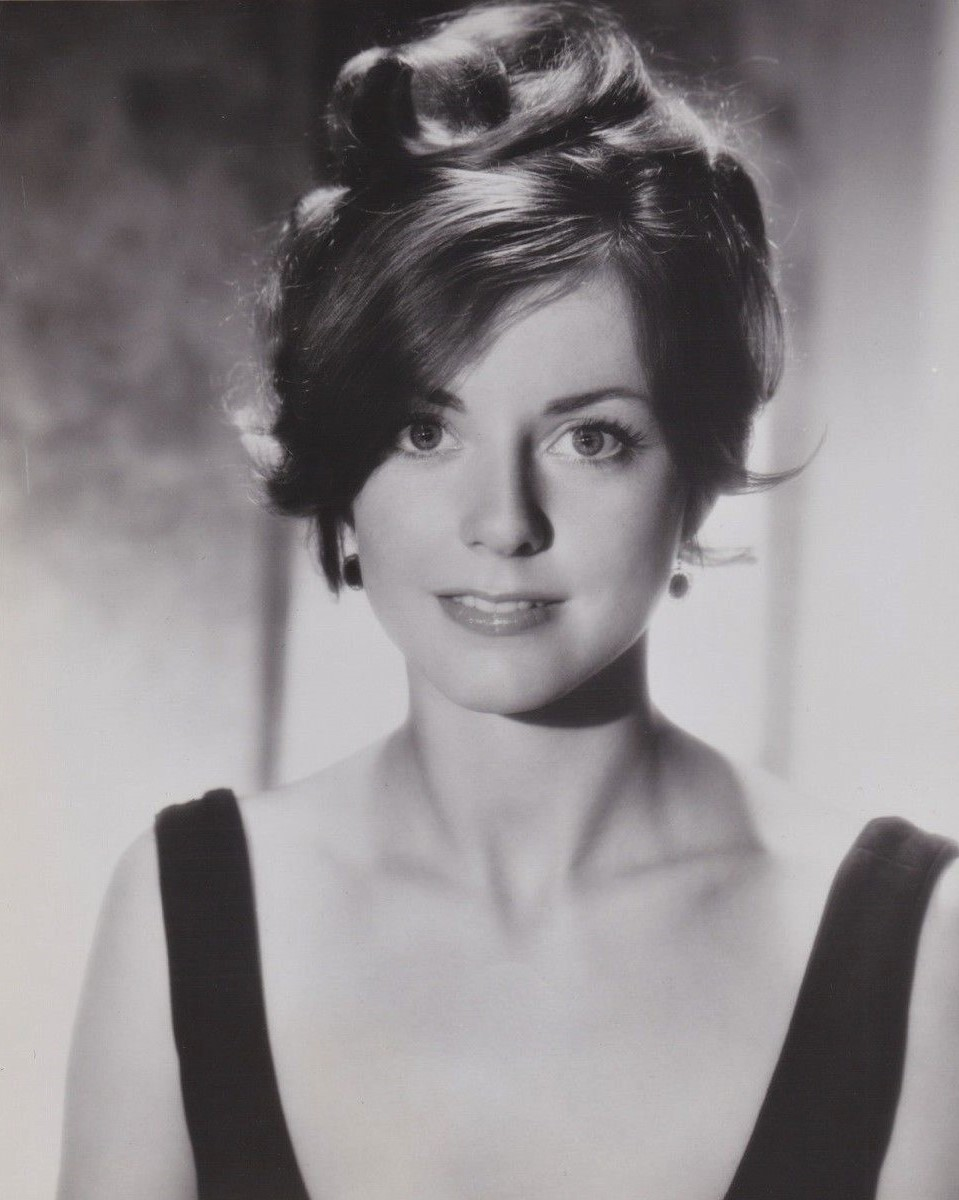

캐서린 저스티스(Katherine Justice, 1942년 10월 28일 ~ )는 미국의 배우, 텔레비전 배우, 영화배우이다.
새크라멘토에서 태어났다.

## 영화
- 후커와 로마노 (1982년)
- 형사 Q (1976년)
- 여형사 페페 (1974년)
- 명탐정 바나비 존즈 (1973년)
- 프리스크립션: 머더 (1968년)
- 5 카드 스터드 (1968년)
- 인베이더 - 시리즈 (1967년)
- 서부로 가는 길 (1967년)
- FBI (1965년)
- 딜론 보안관 (1955년)